# Thimble
Thimble è stato un editor di codice online che rendeva possibile creare e pubblicare pagine web mentre si imparavano i linguaggi HTML, CSS e JavaScript.
Thimble era un progetto di Mozilla Foundation disponibile in numerose lingue, compreso l'italiano.